# Rabah Slimani
Rabah Slimani (Sarcelles, 18 de octubre de 1989) es un jugador de rugby francés que puede jugar como pilier a ambos lados de la melé. Actualmente juega para el Leinster en el URC, y en la selección de rugby de Francia.

## Carrera
Descubrió el rugby en su ciudad natal, Sarcelles. Mientras jugaba para AAS Sarcelles, fue invitado a entrenar con el equipo de los cadetes del Stade Français en 2008. Hizo su debut profesional en el club el 2009, e internacionalmente con Francia, saliendo desde el banquillo contra Nueva Zelanda el 9 de noviembre de 2013 en el Stade de France.
En 2015 terminan 4 en la liga regular pero se proclaman campeones del Top 14 contra todo pronóstico al vencer a Clermont por el resultado de 12-06
Ha sido seleccionado entre los 31 hombres de la selección de rugby de Francia para la Copa Mundial de Rugby de 2015. En el primer partido del campeonato, contra Italia, logró un ensayo a principios de la segunda parte. En el minuto 62 salió del campo de juego y entró en su lugar Nicolas Mas. Anotó un segundo ensayo en esta Copa del Mundo en la victoria de su equipo sobre Canadá 41-18.

### Palmarés y distinciones notables
- Top 14: 2014-15